# Canche (Celle)
Die Canche ist ein kleiner Fluss in Zentral-Frankreich, der im Département Saône-et-Loire der Region Bourgogne-Franche-Comté westlich der Stadt Autun verläuft.

## Geographie

### Verlauf
Die Canche entspringt unter dem Namen Ruisseau de Bois L’Abbesse im Waldgebiet Forêt domaniale de Saint-Prix im nordwestlichen Gemeindegebiet von Saint-Prix. Der Fluss verläuft in einer S-Kurve generell Richtung Osten durch ein gering besiedeltes Gebiet im Regionalen Naturpark Morvan und mündet nach insgesamt rund 15 Kilometern im Gemeindegebiet von La Celle-en-Morvan als rechter Nebenfluss in die Celle.

### Orte am Fluss
(Reihenfolge in Fließrichtung)
- Roussillon-en-Morvan
- La Celle-en-Morvan

## Sehenswürdigkeiten
Der Fluss bildet oberhalb von Roussillon-en-Morvan die sehenswerte Schlucht Gorges de la Canche, die als Naturschutzgebiet (Réserve biologique) ausgewiesen ist.